# Empoli Football Club 2018-2019
Questa voce raccoglie le informazioni riguardanti l'Empoli Football Club nelle competizioni ufficiali della stagione 2018-2019.

## Stagione
Riapparso in Serie A dopo un solo anno, l'Empoli cade al primo ostacolo in Coppa Italia facendosi eliminare dal Cittadella. L'avvio di campionato, con soli 6 punti conseguiti in 11 giornate, costa la panchina ad Andreazzoli; in sostituzione viene chiamato Giuseppe Iachini, che grazie a risultati migliori conclude il girone di andata sopra la zona-retrocessione.
La delicata situazione di classifica viene rimessa in discussione dai primi passi falsi del ritorno, tanto che a seguito delle sconfitte rimediate sui campi di Milano e Roma la dirigenza torna sui propri passi: nel mese di marzo, con l'esonero di Iachini, Andreazzoli riprende la conduzione tecnica della squadra. Durante le settimane a venire, i toscani mantengono un andamento altalenante pur conquistando preziose vittorie a spese di Frosinone e Napoli; l'obiettivo della permanenza rimane comunque alla portata degli azzurri, complici anche le frenate di Genoa e Fiorentina. Il successo riportato contro gli stessi viola, cui fanno seguito le affermazioni su Sampdoria e Torino, rimanda il verdetto all'ultima giornata: l'Empoli è atteso da un'Inter ormai vicina alla Champions League, mentre a Firenze i gigliati ricevono proprio i rossoblu. Gli azzurri cadono a San Siro nei minuti finali, mentre il pareggio senza gol del Franchi regala la salvezza alle due avversarie: gli uomini di Andreazzoli conoscono così l'immediato ritorno in serie cadetta, aggiungendosi a Frosinone e Chievo.

## Divise e sponsor
Lo sponsor tecnico per la stagione 2018-2019 è Kappa. Il main sponsor è Computer Gross; i cosponsor sono Sammontana nelle partite interne e Logli Massimo Saint-Gobain in quelle esterne, mentre il back sponsor è Giletti.
| Casa | Trasferta | Terza divisa |

## Organigramma societario
Area direttiva
- Presidente: Fabrizio Corsi
- Vice presidente:
- Amministratore delegato:
- Collegio sindacale:  Baldini, Aldo Lolli, Cristiano Baldini
- Direttore generale:
- Direttore sportivo:
- Direttore rapporti istituzionali: Andrea Butti
- Team manager: Stefano Calistri
- Segretario sportivo: Graziano Billocci
- Responsabile settore giovanile: Claudio Calvetti
- Segretario settore giovanile: Debora Catastini

Area comunicazione
- Capo ufficio stampa: Matteo Gamba
- Addetto stampa: Luca Casamonti
- Responsabile ufficio marketing: Rebecca Corsi
- Responsabile ufficio commerciale: Gianmarco Lupi
- Supporter liasion officer: Marco Patrinostro
- Responsabile biglietteria: Francesco Assirelli
- Delegato alla sicurezza: Giuseppe Spazzoni

Area sanitaria
- Medico sociale: Paolo Manetti
- Fisioterapisti: Antonio Abbruzzesse, Mirko Baldini, Francesco Fondelli, Matteo Grazzini

Area tecnica
- Allenatore: Aurelio Andreazzoli (fino al 5 novembre 2018 e dal 13 marzo 2019), poi Giuseppe Iachini (fino al 13 marzo 2019)
- Allenatore in seconda: Giacomo Lazzini (fino al 5 novembre 2018 e dal 13 marzo 2019), poi Giuseppe Carillo (fino al 13 marzo 2019)
- Collaboratori tecnici: Roberto Muzzi (dal 13 marzo 2019), Stefano Bianconi, Dario Golesano
- Preparatore dei portieri: Mauro Marchisio
- Match analyst: Andrea Aliboni (fino al 5 novembre 2018 e dal 13 marzo 2019)
- Preparatori atletici: Franco Chinnici, Rocco Perrotta, Gaspare Picone, Fabrizio Tafani (dal 6 novembre 2018 al 13 marzo 2019)
- Tecnico del drone: Giampiero Pavone
- Magazzinieri: Riccardo Nacci, Daniele Maioli

### Rosa
Rosa e numerazioni sono aggiornate al 31 gennaio 2019
| N. |                           | Ruolo | Calciatore                       |
| -- | ------------------------- | ----- | -------------------------------- |
| 1  | Italia (bandiera)         | P     | Ivan Provedel                    |
| 2  | Italia (bandiera)         | D     | Giovanni Di Lorenzo              |
| 4  | Italia (bandiera)         | C     | Matteo Brighi                    |
| 5  | Albania (bandiera)        | D     | Frédéric Veseli                  |
| 6  | Croazia (bandiera)        | D     | Marko Pajač                      |
| 6  | Slovenia (bandiera)       | C     | Miha Zajc                        |
| 7  | Georgia (bandiera)        | A     | Levan Mch'edlidze                |
| 8  | Costa d'Avorio (bandiera) | C     | Hamed Junior Traorè              |
| 9  | Spagna (bandiera)         | A     | Alejandro Rodríguez              |
| 10 | Algeria (bandiera)        | C     | Ismaël Bennacer                  |
| 11 | Italia (bandiera)         | A     | Francesco Caputo (vice capitano) |
| 13 | Italia (bandiera)         | D     | Luca Antonelli                   |
| 15 | Italia (bandiera)         | D     | Lorenzo Polvani                  |
| 17 | Brasile (bandiera)        | A     | Diego Farias                     |
| 18 | Ghana (bandiera)          | C     | Afriyie Acquah                   |
| 20 | Italia (bandiera)         | A     | Antonino La Gumina               |
| 21 | Italia (bandiera)         | P     | Filippo Perucchini               |

| N. |                                 | Ruolo | Calciatore                       |
| -- | ------------------------------- | ----- | -------------------------------- |
| 21 | Italia (bandiera)               | P     | Pietro Terracciano               |
| 22 | Italia (bandiera)               | D     | Domenico Maietta (vice capitano) |
| 23 | Italia (bandiera)               | D     | Manuel Pasqual (capitano)        |
| 26 | Argentina (bandiera)            | D     | Matías Silvestre                 |
| 27 | Sudafrica (bandiera)            | D     | Joel Untersee                    |
| 28 | Italia (bandiera)               | C     | Leonardo Capezzi                 |
| 29 | Polonia (bandiera)              | D     | Michał Marcjanik                 |
| 32 | Danimarca (bandiera)            | D     | Jacob Rasmussen                  |
| 33 | Bosnia ed Erzegovina (bandiera) | C     | Rade Krunić                      |
| 34 | Paesi Bassi (bandiera)          | D     | Kevin Diks                       |
| 37 | Svizzera (bandiera)             | A     | Dimitri Oberlin                  |
| 39 | Italia (bandiera)               | D     | Cristian Dell'Orco               |
| 43 | Grecia (bandiera)               | D     | Dīmītrīs Nikolaou                |
| 48 | Turchia (bandiera)              | C     | Salih Uçan                       |
| 66 | Slovacchia (bandiera)           | A     | Samuel Mráz                      |
| 69 | Polonia (bandiera)              | P     | Bartłomiej Drągowski             |
| 77 | Liechtenstein (bandiera)        | C     | Marcel Büchel                    |

## Calciomercato

### Sessione estiva(dal 1/7 al 17/8)
| Acquisti | Acquisti           | Acquisti          | Acquisti                   |
| R.       | Nome               | da                | Modalità                   |
| -------- | ------------------ | ----------------- | -------------------------- |
| P        | Andrea Fulignati   |                   | svincolato                 |
| D        | Luca Antonelli     | Milan             | definitivo                 |
| D        | Luca Bittante      | Carpi             | fine prestito              |
| D        | Michał Marcjanik   | Arka Gdynia       | definitivo                 |
| D        | Jacob Rasmussen    | Rosenborg         | definitivo (1 milione €)   |
| D        | Simone Romagnoli   | Bologna           | fine prestito              |
| D        | Matías Silvestre   | Sampdoria         | definitivo                 |
| D        | Joel Untersee      | Juventus          | definitivo (500 mila €)    |
| D        | Davide Zappella    | Cuneo             | fine prestito              |
| C        | Afriyie Acquah     | Torino            | definitivo (1 milione €)   |
| C        | Marcel Büchel      | Verona            | fine prestito              |
| C        | Leonardo Capezzi   | Sampdoria         | prestito                   |
| C        | Tommaso Fantacci   | Prato             | fine prestito              |
| C        | Lorenzo Lollo      | Carpi             | definitivo (800mila €)     |
| C        | Alberto Picchi     | Pistoiese         | fine prestito              |
| C        | Salih Uçan         | Fenerbahçe        | prestito                   |
| A        | Roman Chanturia    | Lokomotiv Tbilisi | fine prestito              |
| A        | Arnel Jakupovic    | Juventus          | fine prestito              |
| A        | Antonino La Gumina | Palermo           | definitivo (9 milioni €)   |
| A        | Samuel Mráz        | Žilina            | definitivo (1,5 milioni €) |
| A        | Vincenzo Plescia   |                   | svincolato                 |

| Cessioni | Cessioni            | Cessioni         | Cessioni                   |
| R.       | Nome                | a                | Modalità                   |
| -------- | ------------------- | ---------------- | -------------------------- |
| P        | Gabriel             | Milan            | fine prestito              |
| P        | Alessandro Giacomel | Virtus Verona    | prestito                   |
| P        | Gabriel Meli        | Pistoiese        | prestito biennale          |
| D        | Marco Curto         | Reggina          | prestito                   |
| D        | Marco Imperiale     | Siena            | prestito                   |
| D        | Vincent Laurini     | Fiorentina       | definitivo (1,6 milioni €) |
| D        | Sebastiano Luperto  | Napoli           | fine prestito              |
| D        | Simone Romagnoli    | Brescia          | prestito                   |
| D        | Davide Zappella     | Arezzo           | prestito                   |
| C        | Davide Buglio       | Arezzo           | definitivo                 |
| C        | Michele Castagnetti | SPAL             | fine prestito              |
| C        | Tommaso Fantacci    | Carpi            | prestito                   |
| C        | Nikola Ninković     | Genoa            | fine prestito              |
| C        | Alberto Picchi      | Cremonese        | prestito                   |
| A        | Roman Chanturia     | Senglea Athletic | prestito                   |
| A        | Alfredo Donnarumma  | Brescia          | definitivo (1,7 milioni €) |
| A        | Marco Olivieri      | Juventus         | definitivo                 |
| A        | Alessandro Piu      | Carpi            | prestito                   |
| A        | Vincenzo Plescia    | Gubbio           | prestito                   |
| A        | Andrea Zini         | Arezzo           | definitivo                 |

### Sessione invernale(dal 3/1 al 31/1)
| Acquisti | Acquisti             | Acquisti   | Acquisti      |
| R.       | Nome                 | da         | Modalità      |
| -------- | -------------------- | ---------- | ------------- |
| P        | Bartłomiej Drągowski | Fiorentina | prestito      |
| P        | Filippo Perucchini   | Ascoli     | definitivo    |
| D        | Cristian Dell'Orco   | Sassuolo   | prestito      |
| D        | Kevin Diks           | Fiorentina | prestito      |
| D        | Dīmītrīs Nikolaou    | Olympiacos | prestito      |
| D        | Marko Pajač          | Cagliari   | prestito      |
| D        | Jacob Rasmussen      | Fiorentina | prestito      |
| A        | Diego Farias         | Cagliari   | prestito      |
| A        | Dimitri Oberlin      | Basilea    | prestito      |
| A        | Alessandro Piu       | Carpi      | fine prestito |

| Cessioni | Cessioni            | Cessioni   | Cessioni                   |
| R.       | Nome                | a          | Modalità                   |
| -------- | ------------------- | ---------- | -------------------------- |
| P        | Andrea Fulignati    | Ascoli     | definitivo                 |
| P        | Pietro Terracciano  | Fiorentina | prestito                   |
| D        | Luca Bittante       | Cosenza    | prestito                   |
| D        | Michał Marcjanik    | Carpi      | prestito                   |
| D        | Nikola Pejović      | Pistoiese  | prestito                   |
| D        | Jacob Rasmussen     | Fiorentina | definitivo                 |
| D        | Joel Untersee       | Zurigo     | prestito                   |
| C        | Lorenzo Lollo       | Padova     | prestito                   |
| C        | Miha Zajc           | Fenerbahçe | definitivo (6,5 milioni €) |
| A        | Arnel Jakupovic     | Sturm Graz | prestito                   |
| A        | Samuel Mráz         | Crotone    | prestito                   |
| A        | Alessandro Piu      | Pistoiese  | prestito                   |
| A        | Alejandro Rodríguez | Chievo     | fine prestito              |

## Risultati

### Serie A

#### Girone di andata
| Arbitro: | Chiffi (Padova) |

|                       |           |  |
| Krunić 14’ Caputo 51’ | Marcatori |  |

| Arbitro: | Marinelli (Tivoli) |

|                      |           |            |
| Piątek 6’ Kouamé 18’ | Marcatori | 90+4’ Mráz |

| Verona 2 settembre 2018, ore 20:30 CEST 3ª giornata | Chievo               | 0 – 0 referto | Empoli | Stadio Marcantonio Bentegodi (10 200 spett.)\| Arbitro: \| Giacomelli (Trieste) \| |
| Arbitro:                                            | Giacomelli (Trieste) |               |        |                                                                                    |

| Arbitro: | Orsato (Schio) |

|  |           |            |
|  | Marcatori | 47’ Parolo |

| Arbitro: | La Penna (Roma) |

|                                             |           |           |
| Boateng 13’ G. Ferrari 57’ Di Francesco 85’ | Marcatori | 1’ Caputo |

| Arbitro: | Fabbri (Ravenna) |

|                   |           |                    |
| Caputo 71’ (rig.) | Marcatori | 10’ (aut.) Capezzi |

| Arbitro: | Pairetto (Nichelino) |

|              |           |  |
| Gervinho 33’ | Marcatori |  |

| Arbitro: | Mazzoleni (Bergamo) |

|  |           |                      |
|  | Marcatori | 36’ Nzonzi 85’ Džeko |

| Arbitro: | Orsato (Schio) |

|                                                |           |                                 |
| Silvestre 8’ (aut.) D. Ciofani 54’ (rig.), 63’ | Marcatori | 32’ Zajc 48’ Silvestre 79’ Uçan |

| Arbitro: | Calvarese (Teramo) |

|            |           |                         |
| Caputo 28’ | Marcatori | 54’ (rig.), 70’ Ronaldo |

| Arbitro: | Pairetto (Nichelino) |

|                                                 |           |            |
| L. Insigne 9’ Mertens 38’, 64’, 90+3’ Milik 90’ | Marcatori | 58’ Caputo |

| Arbitro: | Giacomelli (Trieste) |

|                     |           |              |
| Zajc 41’ Caputo 51’ | Marcatori | 81’ Pussetto |

| Arbitro: | Manganiello (Pinerolo) |

|                                                   |           |                          |
| La Gumina 42’ Masiello 77’ (aut.) Silvestre 90+2’ | Marcatori | 33’ Freuler 40’ Hateboer |

| Arbitro: | Mazzoleni (Bergamo) |

|                |           |                       |
| Kurtić 5’, 67’ | Marcatori | 24’ Caputo 43’ Krunić |

| Arbitro: | Valeri (Roma) |

|                          |           |          |
| Caputo 10’ La Gumina 80’ | Marcatori | 41’ Poli |

| Arbitro: | Giacomelli (Trieste) |

|                                   |           |            |
| Mirallas 40’ Simeone 59’ Dabo 78’ | Marcatori | 24’ Krunić |

| Arbitro: | Calvarese (Teramo) |

|                               |           |                                                 |
| Pasqual 11’ (rig.) Caputo 76’ | Marcatori | 41’ Ramírez 69’ Quagliarella 87’, 90+1’ Caprari |

| Arbitro: | Maresca (Napoli) |

|                                         |           |  |
| Nkoulou 44’ De Silvestri 49’ Falque 75’ | Marcatori |  |

| Arbitro: | La Penna (Roma) |

|  |           |           |
|  | Marcatori | 72’ Keita |

#### Girone di ritorno
| Arbitro: | Pasqua (Tivoli) |

|                            |           |                         |
| Pavoletti 36’ Farias 90+1’ | Marcatori | 70’ Di Lorenzo 81’ Zajc |

| Arbitro: | La Penna (Roma) |

|                |           |                                     |
| Di Lorenzo 63’ | Marcatori | 18’ Kouamé 70’ Lazović 73’ Sanabria |

| Arbitro: | Di Bello (Brindisi) |

|                   |           |                                 |
| Caputo 45+2’, 52’ | Marcatori | 31’ Giaccherini 45+1’ Stępiński |

| Arbitro: | Chiffi (Padova) |

|                    |           |  |
| Caicedo 42’ (rig.) | Marcatori |  |

| Arbitro: | Mariani (Aprilia) |

|                                  |           |  |
| Krunić 34’ Acquah 37’ Farias 60’ | Marcatori |  |

| Arbitro: | Giacomelli (Trieste) |

|                                      |           |  |
| Piątek 49’ Kessié 51’ Castillejo 67’ | Marcatori |  |

| Arbitro: | Di Bello (Brindisi) |

|                                                    |           |                                        |
| Dell'Orco 19’ Caputo 59’ (rig.) Alves 90+1’ (aut.) | Marcatori | 13’ Gervinho 45+1’ L. Rigoni 82’ Alves |

| Arbitro: | Maresca (Napoli) |

|                           |           |                  |
| El Shaarawy 9’ Schick 33’ | Marcatori | 12’ (aut.) Jesus |

| Arbitro: | Massa (Imperia) |

|                             |           |              |
| Caputo 20’ (rig.) Pajač 38’ | Marcatori | 70’ Valzania |

| Arbitro: | La Penna (Roma) |

|          |           |  |
| Kean 72’ | Marcatori |  |

| Arbitro: | Doveri (Roma) |

|                           |           |               |
| Farias 28’ Di Lorenzo 53’ | Marcatori | 44’ Zieliński |

| Arbitro: | Orsato (Schio) |

|                                        |           |                       |
| De Paul 15’, 41’ (rig.) Mandragora 45’ | Marcatori | 11’ Caputo 24’ Krunić |

| Bergamo 15 aprile 2019, ore 20:30 CEST 32ª giornata | Atalanta               | 0 – 0 referto | Empoli | Stadio Atleti Azzurri d'Italia (19 229 spett.)\| Arbitro: \| Manganiello (Pinerolo) \| |
| Arbitro:                                            | Manganiello (Pinerolo) |               |        |                                                                                        |

| Arbitro: | Rocchi (Firenze) |

|                       |           |                                                    |
| Caputo 22’ Traorè 47’ | Marcatori | 38’ (rig.), 61’ Petagna 44’ Floccari 88’ Antenucci |

| Arbitro: | Valeri (Roma) |

|                                        |           |           |
| Soriano 51’ Orsolini 82’ Sansone 90+5’ | Marcatori | 17’ Pajač |

| Arbitro: | Irrati (Pistoia) |

|            |           |  |
| Farias 54’ | Marcatori |  |

| Arbitro: | Doveri (Roma) |

|                           |           |                           |
| Quagliarella 90+2’ (rig.) | Marcatori | 56’ Farias 75’ Di Lorenzo |

| Arbitro: | Mazzoleni (Bergamo) |

|                                                 |           |            |
| Acquah 27’ Brighi 65’ Di Lorenzo 70’ Caputo 89’ | Marcatori | 56’ Falque |

| Arbitro: | Banti (Livorno) |

|                          |           |            |
| Keita 51’ Nainggolan 81’ | Marcatori | 76’ Traorè |

### Coppa Italia

#### Turni preliminari
| Arbitro: | Sacchi (Macerata) |

|  |           |                               |
|  | Marcatori | 17’, 54’ Scappini 64’ Finotto |

## Statistiche
Statistiche aggiornate al 26 maggio 2019.

### Statistiche di squadra
| Competizione | Punti  | In casa | In casa | In casa | In casa | In casa | In casa | In trasferta | In trasferta | In trasferta | In trasferta | In trasferta | In trasferta | Totale | Totale | Totale | Totale | Totale | Totale | DR  |
| Competizione | Punti  | G       | V       | N       | P       | Gf      | Gs      | G            | V            | N            | P            | Gf           | Gs           | G      | V      | N      | P      | Gf     | Gs     | DR  |
| ------------ | ------ | ------- | ------- | ------- | ------- | ------- | ------- | ------------ | ------------ | ------------ | ------------ | ------------ | ------------ | ------ | ------ | ------ | ------ | ------ | ------ | --- |
| Serie A      | 38     | 19      | 9       | 3       | 7       | 33      | 30      | 19           | 1            | 5            | 13           | 18           | 40           | 38     | 10     | 8      | 20     | 51     | 70     | −19 |
| Coppa Italia | -      | 1       | 0       | 0       | 1       | 0       | 3       | -            | -            | -            | -            | -            | -            | 1      | 0      | 0      | 1      | 0      | 3      | −3  |
| Totale       | Totale | 20      | 9       | 3       | 8       | 33      | 33      | 19           | 1            | 5            | 13           | 18           | 40           | 39     | 10     | 8      | 21     | 51     | 73     | −22 |

### Andamento in campionato
| Giornata  | 1 | 2 | 3 | 4  | 5  | 6  | 7  | 8  | 9  | 10 | 11 | 12 | 13 | 14 | 15 | 16 | 17 | 18 | 19 | 20 | 21 | 22 | 23 | 24 | 25 | 26 | 27 | 28 | 29 | 30 | 31 | 32 | 33 | 34 | 35 | 36 | 37 | 38 |
| --------- | - | - | - | -- | -- | -- | -- | -- | -- | -- | -- | -- | -- | -- | -- | -- | -- | -- | -- | -- | -- | -- | -- | -- | -- | -- | -- | -- | -- | -- | -- | -- | -- | -- | -- | -- | -- | -- |
| Luogo     | C | T | T | C  | T  | C  | T  | C  | T  | C  | T  | C  | C  | T  | C  | T  | C  | T  | C  | T  | C  | C  | T  | C  | T  | C  | T  | C  | T  | C  | T  | T  | C  | T  | C  | T  | C  | T  |
| Risultato | V | P | N | P  | P  | N  | P  | P  | N  | P  | P  | V  | V  | N  | V  | P  | P  | P  | P  | N  | P  | N  | P  | V  | P  | N  | P  | V  | P  | V  | P  | N  | P  | P  | V  | V  | V  | P  |
| Posizione | 1 | 9 | 7 | 14 | 17 | 17 | 18 | 18 | 18 | 18 | 18 | 17 | 16 | 16 | 14 | 14 | 15 | 16 | 17 | 17 | 17 | 17 | 17 | 17 | 17 | 17 | 17 | 16 | 18 | 17 | 18 | 18 | 18 | 18 | 18 | 18 | 17 | 18 |

Fonte:  Serie A – Classifiche, su sport.sky.it, Sky Sport. URL consultato il 23 luglio 2018 (archiviato dall'url originale l'11 settembre 2014).
Legenda:

Luogo: C = Casa; T = Trasferta. Risultato: V = Vittoria; N = Pareggio; P = Sconfitta.

### Statistiche dei giocatori
Sono in corsivo i calciatori che hanno lasciato la società a stagione in corso.
| Giocatore      | Serie A  | Serie A | Serie A     | Serie A    | Coppa Italia | Coppa Italia | Coppa Italia | Coppa Italia | Totale   | Totale | Totale      | Totale     |
| Giocatore      | Presenze | Reti    | Ammonizioni | Espulsioni | Presenze     | Reti         | Ammonizioni  | Espulsioni   | Presenze | Reti   | Ammonizioni | Espulsioni |
| -------------- | -------- | ------- | ----------- | ---------- | ------------ | ------------ | ------------ | ------------ | -------- | ------ | ----------- | ---------- |
| A. Acquah      | 28       | 2       | 4           | 0          | -            | -            | -            | -            | 28       | 2      | 4           | 0          |
| L. Antonelli   | 13       | 0       | 1           | 0          | 0            | 0            | 0            | 0            | 13       | 0      | 1           | 0          |
| I. Bennacer    | 37       | 0       | 7           | 0          | 1            | 0            | 0            | 0            | 38       | 0      | 7           | 0          |
| M. Brighi      | 10       | 1       | 1           | 0          | 0            | 0            | 0            | 0            | 10       | 1      | 1           | 0          |
| M. Büchel      | -        | -       | -           | -          | -            | -            | -            | -            | -        | -      | -           | -          |
| L. Capezzi     | 12       | 0       | 4           | 0          | 1            | 0            | 0            | 0            | 13       | 0      | 4           | 0          |
| F. Caputo      | 38       | 16      | 3           | 0          | 1            | 0            | 0            | 0            | 39       | 16     | 3           | 0          |
| C. Dell'Orco   | 12       | 1       | 1           | 0          | -            | -            | -            | -            | 12       | 1      | 1           | 0          |
| G. Di Lorenzo  | 37       | 5       | 8           | 0          | 1            | 0            | 0            | 0            | 38       | 5      | 8           | 0          |
| B. Drągowski   | 14       | -24     | 2           | 0          | -            | -            | -            | -            | 14       | -24    | 2           | 0          |
| D. Farias      | 16       | 4       | 1           | 0          | -            | -            | -            | -            | 16       | 4      | 1           | 0          |
| R. Krunić      | 33       | 5       | 7           | 1          | 1            | 0            | 0            | 0            | 34       | 5      | 7           | 1          |
| A. La Gumina   | 22       | 2       | 1           | 0          | 1            | 0            | 0            | 0            | 23       | 2      | 1           | 0          |
| D. Maietta     | 21       | 0       | 5           | 0          | 1            | 0            | 0            | 0            | 22       | 0      | 5           | 0          |
| L. Mch'edlidze | 11       | 0       | 1           | 0          | 1            | 0            | 0            | 0            | 12       | 0      | 1           | 0          |
| S. Mráz        | 6        | 1       | 0           | 0          | 0            | 0            | 0            | 0            | 6        | 1      | 0           | 0          |
| D. Nikolaou    | 4        | 0       | 0           | 0          | -            | -            | -            | -            | 4        | 0      | 0           | 0          |
| D. Oberlin     | 5        | 0       | 0           | 0          | -            | -            | -            | -            | 5        | 0      | 0           | 0          |
| M. Pajač       | 10       | 2       | 5           | 0          | -            | -            | -            | -            | 10       | 2      | 5           | 0          |
| M. Pasqual     | 22       | 1       | 2           | 0          | 1            | 0            | 0            | 0            | 23       | 1      | 2           | 0          |
| L. Polvani     | -        | -       | -           | -          | -            | -            | -            | -            | -        | -      | -           | -          |
| I. Provedel    | 16       | -36     | 0           | 0          | 0            | -0           | 0            | 0            | 16       | -36    | 0           | 0          |
| J. Rasmussen   | 14       | 0       | 3           | 0          | 1            | 0            | 0            | 0            | 15       | 0      | 3           | 0          |
| A. Rodríguez   | 1        | 0       | 0           | 0          | -            | -            | -            | -            | 1        | 0      | 0           | 0          |
| M. Silvestre   | 34       | 2       | 6           | 0          | 1            | 0            | 0            | 0            | 35       | 2      | 6           | 0          |
| P. Terracciano | 8        | -10     | 0           | 0          | 1            | -3           | 0            | 0            | 9        | -13    | 0           | 0          |
| H. J. Traorè   | 32       | 2       | 4           | 0          | 1            | 0            | 0            | 0            | 33       | 2      | 4           | 0          |
| S. Uçan        | 14       | 1       | 1           | 0          | -            | -            | -            | -            | 14       | 1      | 1           | 0          |
| J. Untersee    | 3        | 0       | 0           | 0          | 0            | 0            | 0            | 0            | 3        | 0      | 0           | 0          |
| F. Veseli      | 31       | 0       | 4           | 0          | 0            | 0            | 0            | 0            | 31       | 0      | 4           | 0          |
| M. Zajc        | 20       | 3       | 3           | 1          | 1            | 0            | 0            | 0            | 21       | 3      | 3           | 1          |